# Johnny Hansen (1966)
John ("Johnny") Anker Hansen (Odense, 11 juli 1966) is een voormalig Deens voetballer.
Hansen speelde oorspronkelijk voor Odense BK. Begin jaren negentig werd hij samen met ploeggenoot Dan Petersen overgenomen door AFC Ajax. Petersen bleek erg blessuregevoelig en ook Hansen brak nooit door bij de Amsterdamse club. In het seizoen 1992/1993 speelde hij zes wedstrijden voor Ajax, waarin hij niet tot scoren kwam. Na ruim twee seizoenen keerde hij in december 1993 terug naar zijn oude club Odense. Hansen speelde als verdediger.

## Trivia
Johnny Hansen was ook de naam van een succesvolle Deense voetballer geboren in 1943.